# Garýllis
Garýllis är ett periodiskt vattendrag i Cypern. Det ligger i den södra delen av landet, 60 km sydväst om huvudstaden Nicosia.